# Stigmacros proxima
Stigmacros proxima är en myrart som beskrevs av Mcareavey 1957. Stigmacros proxima ingår i släktet Stigmacros och familjen myror. Inga underarter finns listade i Catalogue of Life.